# Wahlkreis Gera – Nord
Der Wahlkreis Gera – Nord war ein Landtagswahlkreis zur Landtagswahl in Thüringen 1990, der ersten Landtagswahl nach der Wiedergründung des Landes Thüringen. Er hatte die Wahlkreisnummer 27.
Der Wahlkreis umfasste die nördlichen Stadtteile der ehemaligen Bezirksstadt Gera. 
Mit der Landtagswahl in Thüringen 1994 ging der Wahlkreis Gera – Nord im Wahlkreis Gera I auf. 

## Ergebnisse
Die Landtagswahl 1990 fand am 14. Oktober 1990 statt und hatte folgendes Ergebnis für den Wahlkreis Gera – Nord:
| Direktkandidat  | Partei (Kürzel) | Erststimmen (%) | Zweitstimmen (%) |
| --------------- | --------------- | --------------- | ---------------- |
| Eckehard Kölbel | CDU             | 36,8            | 34,7             |
|                 | Chr. L          | -               | 00,3             |
|                 | DFD             | 01,1            | 00,8             |
|                 | REP             | -               | 00,6             |
|                 | DBU             | -               | 00,4             |
|                 | DSU             | 05,7            | 04,7             |
|                 | F.D.P.          | 07,4            | 08,7             |
|                 | LL-PDS          | 18,1            | 18,0             |
|                 | NPD             | -               | 00,4             |
|                 | NFGRDJ          | 07,7            | 07,3             |
|                 | SPD             | 20,8            | 23,3             |
|                 | UFV             | 00,9            | 00,7             |

Es waren 49.908 Personen wahlberechtigt. Die Wahlbeteiligung lag bei 66,9 %.  Als Direktkandidat wurde Eckehard Kölbel (CDU) gewählt. Er erreichte 36,8 % aller gültigen Stimmen.